# De deur van het huis
De deur van het huis is een Nederlandse film uit 1985 van Heddy Honigmann. De film is gebaseerd op een scenario van Angiola Janigro en heeft als internationale titel The Front Door.

## Rolverdeling
| Acteur                    | Personage      |
| ------------------------- | -------------- |
| Johan Leysen              | Karel          |
| Titus Muizelaar           | Johan          |
| Catherine ten Bruggencate | Iris           |
| Anke Van't Hof            | Enquêtrice     |
| Rob Poncin                | Oscar          |
| Lucia Meeuwsen            | Straatzangeres |
| Erik Barkman              | Postbode       |